# Bostanabad (circoscrizione elettorale)
La Circoscrizione di Bostanabad è un collegio elettorale iraniano istituito per l'elezione dell'Assemblea consultiva islamica. 

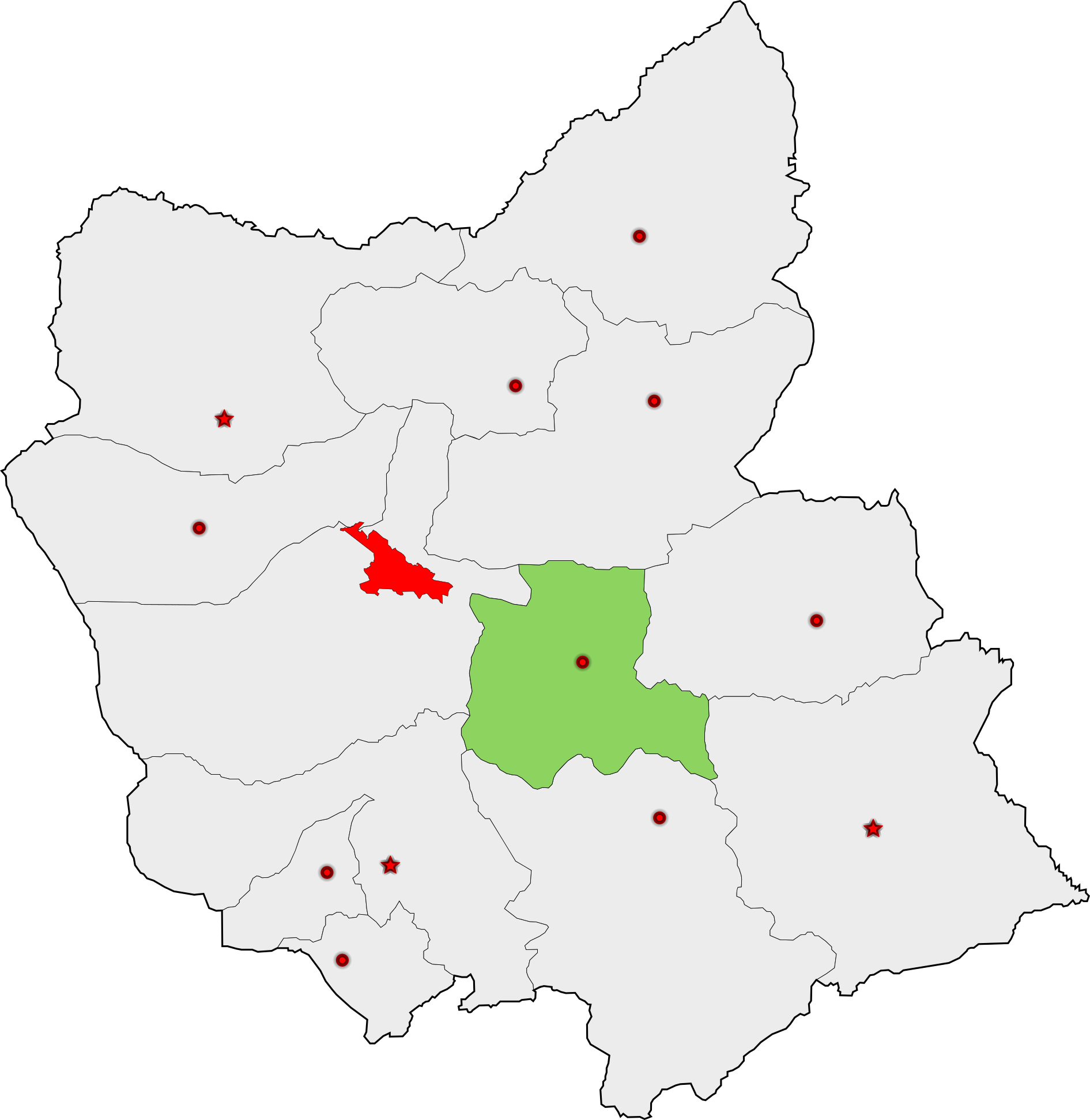
La circoscrizione di Bostanabad, all'interno dell'Azerbaigian Orientale

## Elezioni
Durante le Elezioni parlamentari in Iran del 2012 viene eletto con 17,204 voti (pari al 30.39% dei voti) Gholamreza Nouri Ghezeljeh. Alle successive elezioni viene invece eletto con 20,006 voti l'indipendente Mohammad Vahdati.